# Halidou Gado
Halidou Gado (* 19. Januar 1956) ist ein nigrischer Offizier. Er war von 2002 bis 2007 Oberkommandant der Nationalgendarmerie Nigers.

## Leben
Halidou Gado besuchte eine Offiziersschule in Madagaskar. In der zu den Streitkräften Nigers gehörenden Nationalgendarmerie stieg er vom Polizeischüler zum Oberstmajor auf. Er nahm von 1990 bis 1991 am Zweiten Golfkrieg teil, an dem Niger als Teil der anti-irakischen Koalitionsstreitkräfte beteiligt war. Für seinen dortigen Einsatz erhielt Gado mehrere ausländische militärische Auszeichnungen. Er schloss 2001 eine Fortbildung an der französischen Militärschule Collège interarmées de défense ab.
In der Nachfolge von Chékou Koré Lawel übernahm Halidou Gado am 14. Oktober 2002 als Oberkommandant die Leitung der Nationalgendarmerie. Er machte sich einen Namen für seine Offenherzigkeit, seine Entschlossenheit und seine Strenge. Am 6. Juli 2007 wurde er als Oberkommandant von Harouna Djibo Hamani abgelöst und ging bei der Nationalgendarmerie in den Ruhestand. Gado wurde 2011 zum technischen Berater von Verteidigungsminister Mahamadou Karidio ernannt. Der Abschlussjahrgang 2019/2020 der nigrischen Polizeischule École de Gendarmerie Nationale wurde als Promotion Colonel major Halidou Gado nach ihm benannt.